# Nanasei Iino
Nanasei Iino (飯野 七聖 Iino Nanasei?), född 2 oktober 1996 i Niigata prefektur, är en japansk fotbollsspelare.
Iino började sin karriär 2019 i Thespakusatsu Gunma.